# Boliden AB

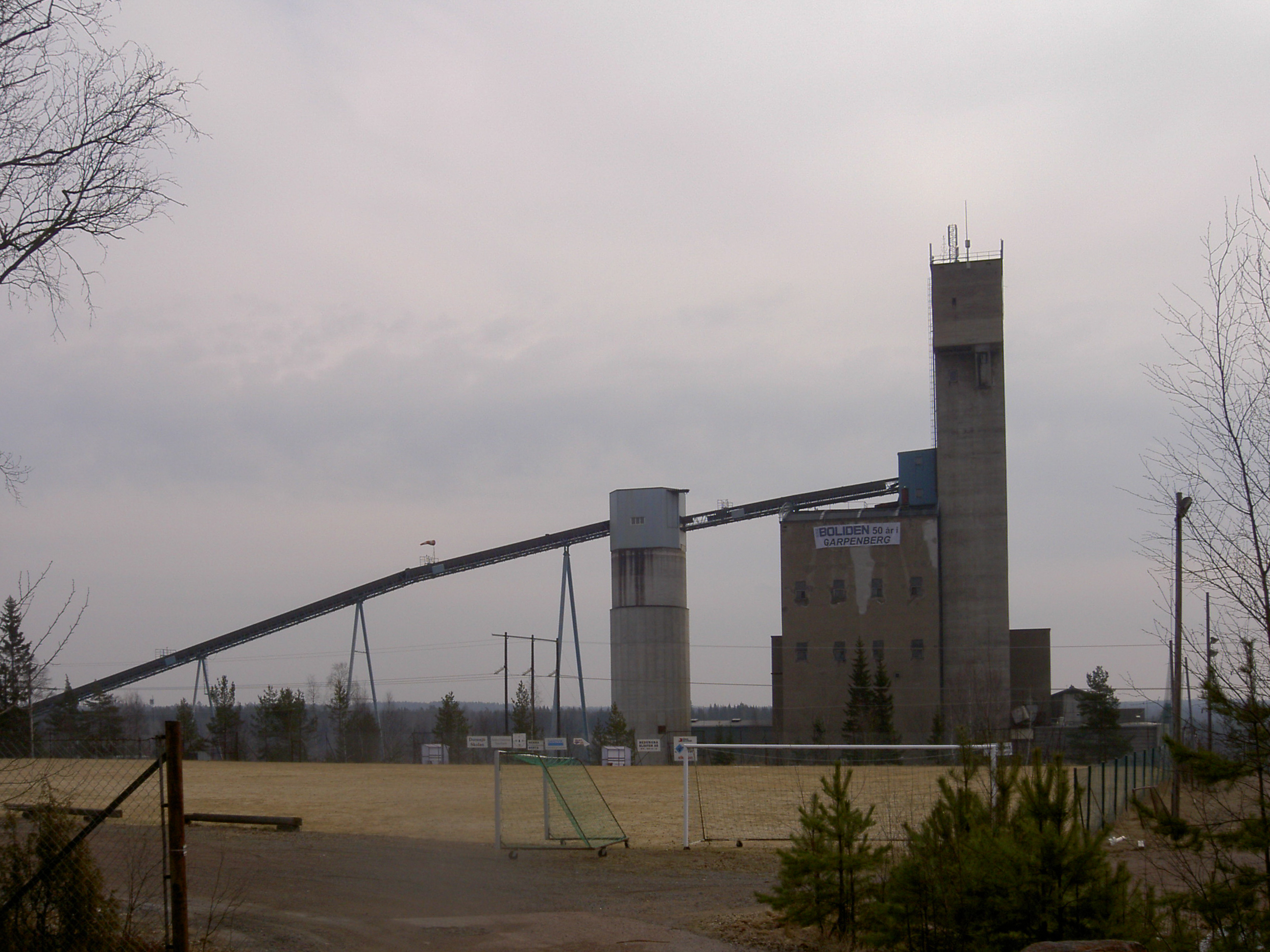
Garpenbergsgruvan (tidigare Garpenbergs södra)

Boliden AB är ett svenskt metallföretag med rötterna i Bolidengruvan, i Boliden, Västerbotten. Bolidens verksamhet är inriktad på de första stegen i förädlingskedjan som är prospektering, gruvbrytning och anrikning, smältning, raffinering samt återvinning. Återvinning av metaller, där Boliden är en av de ledande aktörerna i världen, är en växande del av verksamheten. Huvudmetallerna är zink, koppar, nickel och bly. Andra metaller som Boliden framställer är bland annat guld och silver. Verksamheten bedrivs i två affärsområden: Gruvor och Smältverk. Bolidens aktie är noterad på Nasdaq Nordic.  
Huvudkontoret är beläget på Klarabergsviadukten 90 i Stockholm.

## Affärsverksamhet
Boliden säljer  kopparmetall och zinkmetall och har cirka 6 000 medarbetare och en omsättning på cirka 60 miljarder SEK. Bolidens aktie är noterad på NASDAQ OMX Stockholm.

### Affärsområde Gruvor
Affärsområde Gruvor ansvarar för prospektering, gruvbrytning och anrikning i Sverige, Finland och Irland. Huvudprodukterna är zink- och kopparkoncentrat med innehåll av guld, silver och bly. Nickel har tillkommit som ytterligare ett koncentrat under senare år. Produktionen säljs nästan uteslutande till koncernens egna smältverk. Boliden äger och driver Europas största zinkgruva, Tara mines, utanför Navan på Irland. Tara blev en del av Boliden i början av 2004, men produktionen startade 1977 och sedan dess har över 60 miljoner ton malm brutits. Boliden äger också Garpenberg i Dalarna som är Sveriges äldsta gruva fortfarande i drift. Bearbetningen i Garpenberg började redan på 1200-talet. I januari 2011 togs beslut om en kraftig expansion av verksamheten i Garpenberg. Det finns historiska gruvrester ända tillbaka till år 350 f.Kr. i området. 
I Bolidenområdet ligger det mineralrika Skelleftefältet där över 30 gruvor öppnats sedan starten på 1920-talet. Aktiva gruvor i området är idag underjordsgruvorna Renström, Kristineberg och Kankberg. I Boliden finns det ett anrikningsverk. Boliden äger och driver även dagbrottet Aitik koppargruva utanför Gällivare som är en av Europas största. Metallhalterna i Aitik är låga men det kompenseras av en hög produktivitet och effektiva anrikningsprocesser som även tar tillvara malmens innehåll av guld och silver. Under 2020 slutfördes ett expansionsprojekt som ökade Aitiks malmproduktion till 45 miljoner ton. 2024 sköts den första salvan i Liikavaara, som är en satellitgruva till Aitik. Produktionen i Liikavaara förväntas pågå till 2030.
I norra Finland har Boliden koppar- och nickelgruvan Kevitsa i Sodankylä. Boliden har gjort en ansökan om en brytningskoncession för ett dagbrott beträffande en kopparmalmsfyndighet i Laver i Älvsbyns kommun. Ansökan prövas alltjämt av involverade myndigheter (2021).

### Affärsområde Smältverk

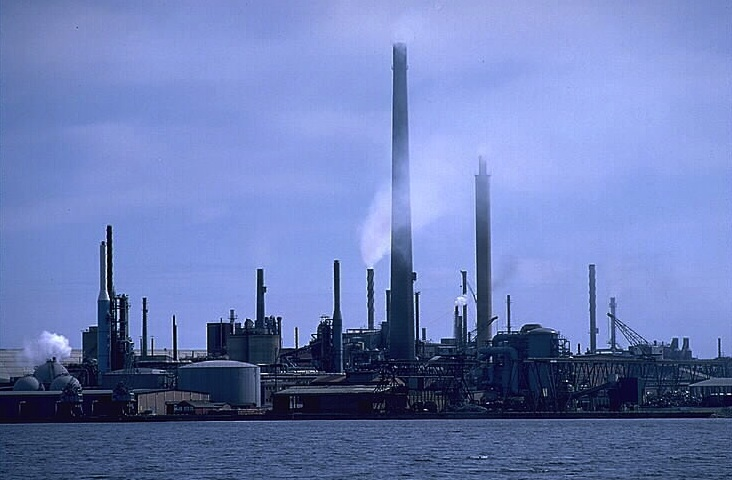
Rönnskärsverken.

Affärsområde Smältverk förädlar både metallkoncentrat och sekundärmaterial till bas- och ädelmetaller vid smältverk i Sverige, Finland och Norge. Huvudmetallerna är zink och koppar men produktionen av nickel, bly, guld och silver bidrar i hög utsträckning till affärsområdets intäkter. Andra produkter som framställs är svavelsyra och aluminiumfluorid. Boliden äger och driver fem smältverk, två zink- respektive två kopparsmältverk samt ett blysmältverk. Zinksmältverket i Karleby i Finland är Europas näst största och det femte största i världen. Smältverket framställer huvudsakligen en legering som används vid galvanisering av tunnplåt. På Norges västkust ligger zinksmältverket Odda som producerar zink för stålindustrin och aluminiumfluorid åt Norges aluminiumindustri. I Odda pågår nu en investering på 7 miljarder kronor för att nära dubblera produktionen. I Skelleftehamn ligger kopparsmältverket Rönnskär. Huvudprodukterna är koppar, zinkklinker, bly och ädelmetaller med svavelsyra som en biprodukt. På Rönnskär framställs även metaller ur elektronikskrot och andra sekundärmaterial. Utbyggnaden av kapaciteten för återvinning av elektronikskrot 2012 gör Boliden till världsledande inom detta område. I kopparsmältverket Harjavalta som ligger på Finlands västkust framställs kopparkatoder som i huvudsak säljs till tillverkare av halvfabrikat. Andra viktiga produkter är nickel, guld, silver och svavelsyra. I blysmältverket Bergsöe utanför Landskrona i södra Sverige utvinns bly från uttjänta bilbatterier. Bergsöe är en av Europas fyra största återvinningsaktörer inom bly. En stor del av blyproduktionen säljs till batteriindustrin i Europa.

## Historik
Ett feltryck på generalstabens karta gjorde att namnet på gruvan, och därmed också på gruvföretaget och orten, blev Boliden och inte Bjurliden, vilket var namnet på hemmanet där fyndigheten hittades. 

### Tidiga år

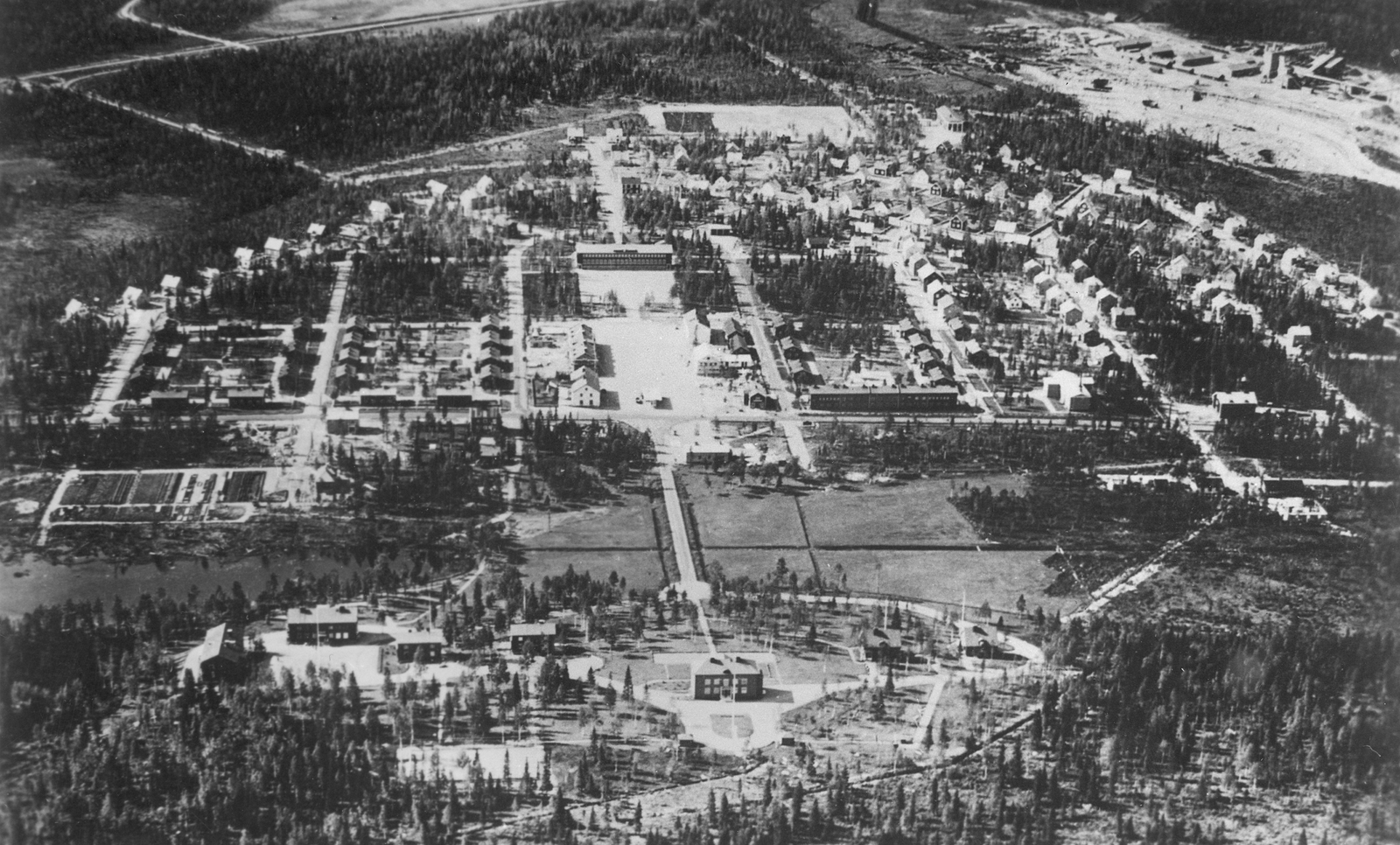
Flygfoto över Boliden 1930.

Den 10 december 1924 gjordes ett uppseendeväckande malmfynd på Fågelmyran, drygt tre mil nordväst om Skellefteå. Under provborrningen upptäcktes det som då var Europas rikaste malm. Våren 1926 bröts den första Bolidenmalmen som utvecklades till Bolidengruvan, vilken under några decennier var Europas största och rikaste guldgruva. Fyndigheten innehöll även koppar och stora kvantiteter silver. I anslutning till gruvan växte samhället Boliden snabbt upp. 

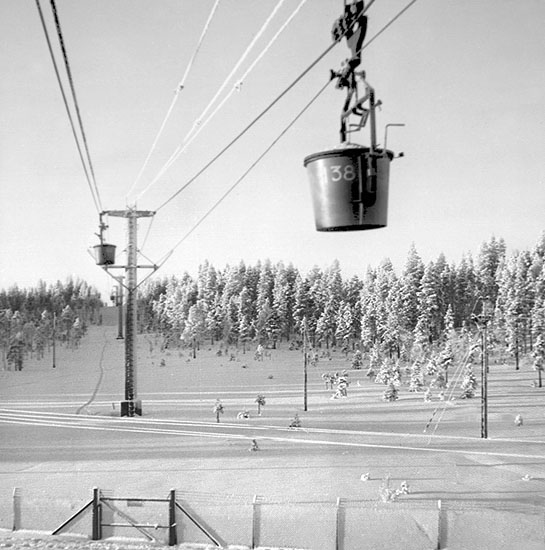
Linbanan Kristineberg-Boliden, 1943.

Den ledande kraften bakom Bolidenbolagets uppbyggnad var Oscar Falkman (1877–1961). Han hade varit drivande i den prospekteringsverksamhet som inleddes på 1910-talet och som påskyndades på grund av metallbristen i spåren av första världskriget. Falkman var vd i Boliden fram till 1941. Boliden AB ingick i Ivar Kreugers affärsimperium fram till 1932. 
För att bearbeta Bolidenmalmen byggdes smältverket i Rönnskär. 1930 påbörjade smältverket sin verksamhet.
År 1943 togs linbanan mellan Kristineberg och Boliden i drift. Linbanan var världens längsta med sina 96 kilometer och den hade fram till nedläggningen 44 år senare transporterat 12 miljoner ton koncentrat.

### Expansion under 1960- och 1970-talen

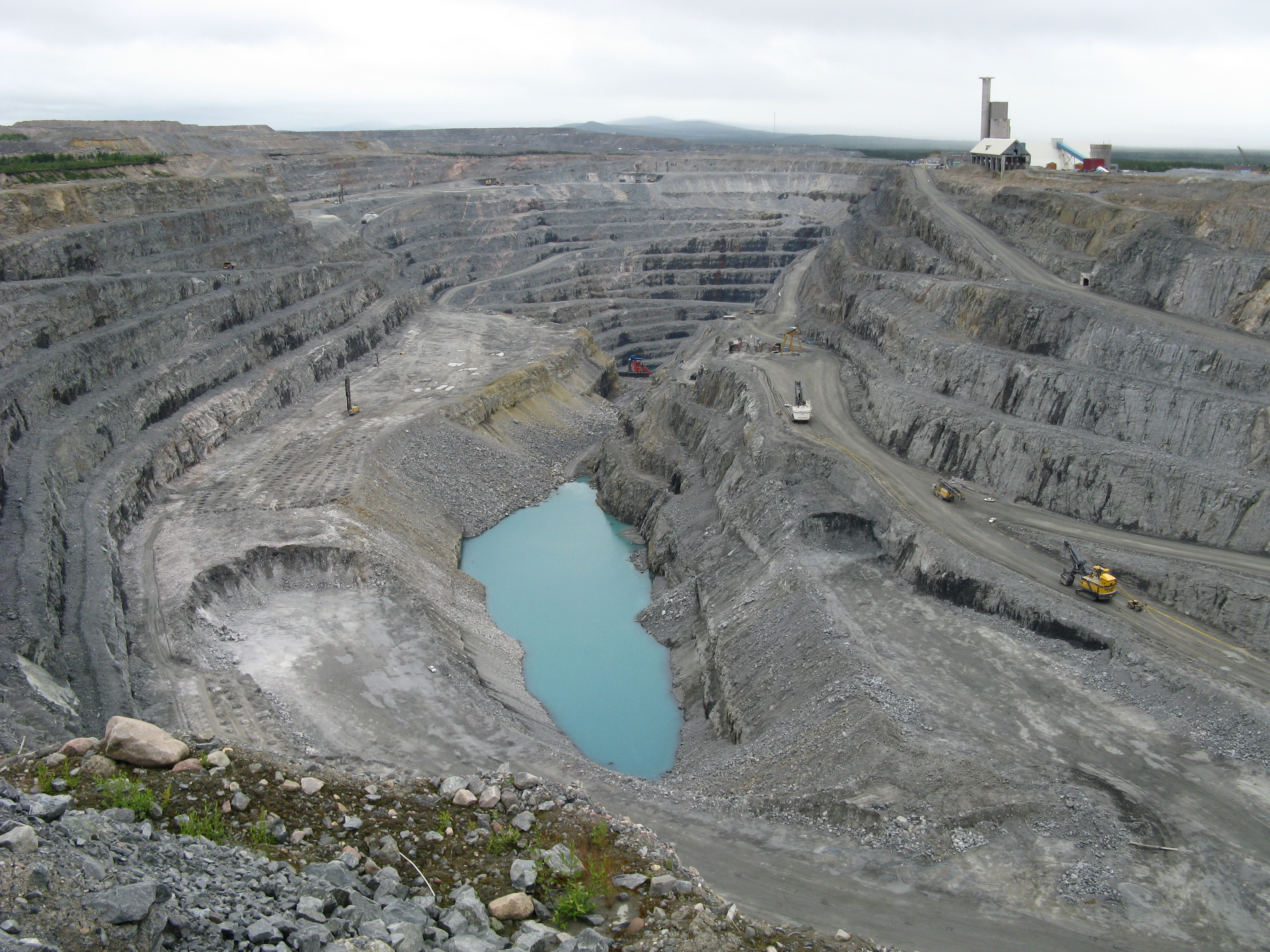
Aitikgruvan.

1968 startade driften vid Aitikgruvan utanför Gällivare. Dagbrottet utvecklades med åren till att bli en av de största koppargruvorna i Europa. Första året producerade gruvan cirka 9 000 ton koppar, 7 ton silver och 160 kg guld.
Under 1970-talets första år växte företaget genom ett samriskföretag med det tyska bolaget Preussag. Det ledde till expansion av Bolidens blysmältnings- och raffineringskapacitet. Kaldougnen som är en ugn för processbehandling av metaller, lanserades av Boliden 1976. Samma år startade Boliden den första flamsmältningsanläggningen för bly med kaldoprocessteknologi vid Rönnskär.

### Giftskandalen i Chile
I mitten av 1980-talet exporterade Boliden sammanlagt 20 000 ton våtverksslam från Rönnskärsverken till det chilenska företaget Promel i Arica, Chile för bearbetning. Boliden betalade Promel för bearbetningen, men Promel avbröt all bearbetning efter att bolagen sagt upp kontakten. Istället lagrades slammet på Promels anläggning, tillsammans med material från andra industrier, i utkanterna av staden Arica på en plats som under 1990-talet på initiativ av de sociala myndigheterna gjordes om till bostadsområde för mindre bemedlade chilenare. Dessa var ovetande om avfallet, vilket skapade misstankar om att tusentals skadades och dog av bly, kvicksilver och arsenik. Under hösten 2009 meddelade chilenska staten att de cirka 7 000 boende i området kommer att evakueras. Avfallet exporterades innan Baselkonventionen förbjöd export av miljöfarligt avfall. Boliden har förnekat ansvar för skadorna.
År 2017 stämde 796 privatpersoner från Arica Boliden på 102 miljoner kronor för vårdslöshet. Boliden vann målet.
Dokumentären Blybarnen handlar om giftskandalen. Dokumentären Arica - en svensk giftskandal handlar om rättegången i Skellefteå tingsrätt.

### Under Trelleborgskoncernen
I slutet av 1987 köpte Trelleborgskoncernen Boliden. Samma år förvärvade Boliden det spanska företaget Apirsa S.L. som bedrev utvinning av zink vid dagbrottet Aznalcóllar, 45 km väster om Sevilla.
År 1996 startade Trelleborg en större omstrukturering av koncernen. Det nya bolaget, Boliden Limited, bildades i Toronto. Två år senare köpte Boliden Limited det kanadensiska bolaget Westmin. Köpet betydde att Boliden bland annat tog över komplexmalmgruvan Myra Falls i Kanada och kopparprojekt i Chile.

#### Dammolyckan 1998
Den 25 april 1998 brast dammen vid Apirsas gruva Los Frailes som då ägdes av Bolidens dotterbolag Boliden Apirsa. Fyra och en halv miljon kubikmeter anrikningssand rann ut i den närbelägna floden Río Agrio och drabbade stora arealer jordbuksland. Olyckan har beskrivits som en av Spaniens värsta miljökatastrofer någonsin.
Omfattande utredningar påvisade felaktigheter både i dammens ursprungliga konstruktion och i efterföljande konstruktionsprojekt. Företaget påbörjade omedelbart ett omfattande återställningsarbete. Efter dammolyckan inleddes ett brottmålsförfarande mot Apirsa och dess ställföreträdare. År 2000 lade brottmålsdomaren ned åtalet. Beslutet överklagades men fastställdes slutligt 2001. I brottmålsprocessen slogs fast att olyckan orsakades av design- och konstruktionsfel på dammen, inte av Apirsas verksamhet vid gruvan. Boliden har sagt att de bedömer att de inte kommer att lida "väsentlig ekonomisk skada" till följd av de rättsliga processerna. 2023 pågår fortfarande rättsliga processer i fallet, då Boliden krävts på över 1 miljard kronor i skadestånd av spanska myndigheter.

### Omstrukturering och "Nya Boliden"
År 1999 genomförde Boliden en omstrukturering på koncernnivå och Bolidens aktier noterades på Stockholmsbörsen och 2001 flyttades Bolidens huvudkontor tillbaka till Sverige.
I slutet av 2003 köpte Bolidens smältverk och en gruva av den finländska stålkoncernen Outokumpu. Smältverken Karleby och Harjavalta/Björneborg samt Odda i Norge blev en del av Boliden. I köpet ingick också zinkgruvan Tara på Irland. Nya Boliden, eller "New Boliden" bildades. Gruvan Myra Falls och samtliga aktier i North Atlantic Natural Resources avyttrades 2004.
År 2006 togs beslutet att investera i en utbyggnad av Aitikgruvan. De nya anläggningarna, som invigdes 2010, fördubblade Aitiks malmproduktion till 36 miljoner ton per år och ökade kopparproduktionen med 50 procent.
År 2010 beslutade man att bygga ut elektronikskrotåtervinningen vid smältverket Rönnskär. Utbyggnaden stod färdig 2012.
I januari 2011 togs beslut om en expansion av verksamheten i Garpenberg från dagens 1,4 till 2,5 miljoner ton malm per år. Expansionen genomfördes 2011–2014 och uppnådde full produktionskapacitet i slutet av 2015.
Boliden startade också gruvan Kankberg för utvinning av guld och tellur. Kankberggruvan ligger i Bolidenområdet och blev företagets femte guldgruva.
Boliden köpte 2024 Zinkgruvan, Sveriges sydligaste underjordsgruva samt Neves-Corvo i Portugal av Lundin Mining.
Boliden AB är medlemmar i Industrigruppen Återvunnen Energi som arbetar för ökad återvinning och användning av industriell restvärme.